# Saarbrücker Union
Die Saarbrücker Union bezeichnet den im Jahr 1817 erfolgten regionalen Zusammenschluss von 16 lutherischen und zwei reformierten Gemeinden im Bereich der Kreissynode Saarbrücken zu einer gemeinsamen Kirche.
Schon kurz nach dem Frieden von Lunéville 1801 hatten die lutherischen und reformierten Gemeinden in der Region bei der französischen Regierung um die Errichtung einer regionalen Verwaltungsunion ersucht (vgl. Unionismus). Weitere Schritte der konfessionellen Gemeinschaft wurden jedoch unter Napoleons Herrschaft weder erwogen noch verwirklicht.
Im Zweiten Pariser Frieden 1815 kam der Mittelteil der ehemaligen Grafschaft Nassau-Saarbrücken an Preußen. In der Folge wurde hier 1817 eine neue Kirchenstruktur eingeführt. Die lutherischen Konsistorien wurden zu einer Synode zusammengefasst. Dabei wurden die beiden reformierten Gemeinden Ludweiler und Saarbrücken, die schon seit dem 17. (Ludweiler) bzw. 18. Jahrhundert (Saarbrücken) mit einer gräflichen Sondererlaubnis innerhalb der lutherischen Staatskirche der Grafschaft Nassau-Saarbrücken existiert hatten, zunächst nicht einbezogen. Die beiden reformierten Geistlichen, die Brüder Zimmermann, sprachen sich am 12. April 1817 für eine Vereinigung in eine gemeinschaftliche Kreissynode aus, was von den lutherischen Geistlichen mit Vorbehalten bezüglich der Verwaltung und des Genusses von Kirchengütern begrüßt wurde.
Am 27. August 1817 riefen die Geistlichen in den Bezirken Saarbrücken und Ottweiler im Vorfeld des 300-jährigen Reformationsjubiläums zu einer Kanzel- und Abendmahlsgemeinschaft der beiden evangelischen Konfessionen in den beiden Bezirken auf, die sie zwei Monate später, am 24. Oktober 1817, gemeinsam beschlossen. Es folgte ein viertägiges Reformationsfest als Unionsfeier mit gemeinsamer Abendmahlsausteilung nach der Reformationspredigt am 31. Oktober 1817.
Damit kam die Saarbrücker Union der Kabinettsordre von Friedrich Wilhelm III. vom 7. November 1817 zuvor. Sie ist damit keine von oben verordnete Union, sondern eine bewusste Entscheidung für eine Kirchengemeinschaft von unten. Dementsprechend bestätigte der königliche Erlass hier lediglich einen bereits geschaffenen Zustand. Die Abwehrreaktionen gegen die Union, wie sie in manchen Teilen der übrigen rheinischen Kirchenprovinz der Evangelischen Kirche in Preußen stattfanden, fielen hier milde aus.
Die Unionsurkunde legte die Ausführungsbestimmungen der Saarbrücker Union in zwölf Paragraphen nieder. Speziell sollten laut § 4 die Pfarrer „alles thun, was sie thun können, um das Band der Vereinigung immer fester zu knüpfen“. Infolge der Saarbrücker Union fusionierten, wie es § 1 der Unionsurkunde vorgesehen hatte, die reformierte Gemeinde Saarbrücken und die lutherische Gemeinde Saarbrücken; das kleinere Kirchengebäude, die Friedenskirche, wurde umgenutzt. Die zuvor reformierte Gemeinde Ludweiler fusionierte mit der lutherischen Gemeinde Karlsbrunn, wie es § 1 gleichfalls vorgesehen hatte.